# Leonid Kadeňuk
Leonid Kosťantynovyč Kadeňuk (ukrajinsky Леонід Костянтинович Каденюк; rusky Леонид Константинович Каденюк; 28. ledna 1951, Kliškivci, Černovická oblast, Ukrajinská SSR – 31. ledna 2018 Kyjev) byl kosmonaut z Ukrajiny, 368. člověk ve vesmíru. Do kosmu se dostal roku 1997 na palubě amerického raketoplánu Columbia.

## Životopis
Absolvoval vysokou vojenskou leteckou školu, od roku 1971 sloužil v sovětském letectvu.
V srpnu 1976 byl zařazen do oddílu kosmonautů CPK VVS, v rámci přípravy na lety raketoplánem Buran prošel leteckou přípravou (do července 1977), poté všeobecnou kosmickou přípravou, kterou ukončil v lednu 1979. Byl ve skupině kosmonautů určených k letům raketoplánem.
V březnu 1983 byl uvolněn z oddílu kosmonautů a přeložen do Lipecka, od 1984 do achtubinské pobočky Státního vědecko-výzkumného institutu vojenského letectva (GKNII VVS). Důvodem odvolání byl rozvod. V srpnu 1987 byla v institutu založena vlastní skupina kosmonautů, Kadeňuk byl od října 1988 členem této skupiny. V Hvězdném městečku se připravoval na let raketoplánem, od listopadu 1990 do března 1992 byl zařazen do programu Sojuz-zachránce (příprava záchranného letu v případě problémů Buranu).
Roku 1995 podepsaly vlády USA a Ukrajiny dohodu o letu ukrajinského kosmonauta v americkém raketoplánu. Začátkem roku 1996 Kadeňuk požádal o ukrajinské občanství, v únoru 1996 jej obdržel a odešel z ruské armády a tedy i oddílu kosmonautů.
Ukrajinským výběrem prošel bez problémů, v říjnu 1996 s třemi dalšími kandidáty zahájil přípravu v Johnsonově vesmírném středisku v Houstonu, od května 1997 v hlavní posádce.

## Let do vesmíru
Raketoplán Columbia odstartoval z mysu Canaveral na Floridě ke svému 24. letu na konci listopadu 1997. Let byl evidován v COSPAR jako 1997-073A. Na jeho palubě byla šestičlenná posádka ve složení: Kevin Kregel, Steven Lindsey, Winston Scott, Kalpana Chawlaová, Takao Doi z Japonska a Ukrajinec Ledonid Kadeňuk. Během své úspěšné 16denní mise vyzkoušeli samostatně létající kameru, sluneční laboratoř Spartan a prováděli nácvik výstupů EVA jako přípravu před montážemi připravované stanice ISS. Přistáli na Floridě.
- STS-87 Columbia, start 19. listopadu 1997, přistání na Zemi 5. prosince 1997.

## Po letu
V lednu 1998 byl povýšen a jmenován náčelníkem správy letectva Vojsk protivzdušné ochrany Ukrajiny, později se stal poradcem ministra obrany. Od července 1999 byl pomocníkem prezidenta Ukrajiny, od února 2000 pracoval ve Vojenské inspekci při prezidentu Ukrajiny, v listopadu 2001 se stal opět pomocníkem prezidenta. V dubnu 2002 byl zvolen do ukrajinského parlamentu jako nezávislý kandidát, po celé čtyři roky byl místopředsedou výboru pro obranu a bezpečnost. Od prosince 2002 do ledna 2005 byl současně poradcem prezidenta. V březnu 2006 kandidoval za Blok Litvina (třetí na kandidátce), ale Blok nepřekonal pětiprocentní hranici a do parlamentu neprošel. Roku 2011 se stal poradcem předsedy vlády pro letectví a kosmonautiku. Roku 2012 neúspěšně kandidoval do parlamentu jako nezávislý kandidát.